# Spirits Having Flown
| Recensione       | Giudizio |
| ---------------- | -------- |
| AllMusic         | [ 4 ]    |
| Robert Christgau | B-       |
| Smash Hits       | 3/10     |

Spirits Having Flown è il quindicesimo album in studio del gruppo musicale britannico Bee Gees, pubblicato il 5 febbraio 1979.
Raggiunse la prima posizione nella Billboard 200 per sei settimane, in Australia, Canada, Francia, Italia, Svezia, Norvegia, Nuova Zelanda, Regno Unito e Germania, la seconda in Austria e Giappone e la terza nei Paesi Bassi. Complessivamente ad oggi ne sono state vendute oltre 30 milioni di copie.

## Tracce
Testi e musiche dei Bee Gees.
Lato 1
1. Tragedy – 5:05
2. Too Much Heaven – 4:57
3. Love You Inside Out – 4:13
4. Reaching Out – 4:07
5. Spirits (Having Flown) – 5:21

Lato 2
1. Search, Find – 4:16
2. Stop (Think Again) – 6:41
3. Living Together – 4:23
4. I'm Satisfied – 4:23
5. Until – 2:27

## Formazione
Bee Gees
- Robin Gibb - voce
- Barry Gibb - voce, chitarra
- Maurice Gibb - voce, basso

The Bee Gees Band
- Alan Kendall - chitarra
- Blue Weaver - pianoforte, arpa, sintetizzatori, vibrafono
- Dennis Bryon - batteria

### Altri musicisti
- George Terry - chitarra
- Harold Cowart - basso
- Gary Brown - sassofono solista
- Joe Lala - conga, percussioni
- Daniel Ben Zebulon - conga
- Herbie Mann - flauto in Spirits (Having Flown) e I'm Satisfied
- Albhy Galuten - direzione archi

Boneroo Horns
- Bill Purse
- Stan Webb
- Neil Bonsanti
- Peter Graves
- Whit Sidener
- Kenny Faulk

Chicago Horns
- James Pankow
- Walter Parazaider
- Lee Loughnane

### Produzione
- Karl Richardson - ingegneria del suono
- George Marino - ingegneria del suono
- Dennis Hetzendorfer - assistenza ingegneria
- John Blanche - assistenza ingegneria

## Classifiche

### Classifiche settimanali
| Classifica (1979) | Posizione massima |
| ----------------- | ----------------- |
| Australia         | 1                 |
| Austria           | 2                 |
| Canada            | 1                 |
| Francia           | 1                 |
| Germania Ovest    | 1                 |
| Giappone          | 2                 |
| Italia            | 1                 |
| Nuova Zelanda     | 1                 |
| Norvegia          | 1                 |
| Paesi Bassi       | 3                 |
| Regno Unito       | 1                 |
| Svezia            | 1                 |
| Stati Uniti       | 1                 |

### Classifiche di fine anno
| Classifica (1979) | Posizione |
| ----------------- | --------- |
| Australia         | 6         |
| Austria           | 4         |
| Canada            | 3         |
| Francia           | 21        |
| Giappone          | 25        |
| Italia            | 5         |
| Regno Unito       | 7         |
| Stati Uniti       | 2         |